# Südafrikanische Cricket-Nationalmannschaft in Sri Lanka in der Saison 2013
Die Tour der südafrikanischen Cricket-Nationalmannschaft nach Sri Lanka in der Saison 2013 fand vom 20. Juli bis zum 6. August 2013 statt. Die internationale Cricket-Tour war Bestandteil der Internationalen Cricket-Saison 2013 und umfasste vier ODIs und drei Twenty20s. Sri Lanka gewann die ODI-Serie 4-1, während Südafrika die Twenty20-Serie 2-1 gewann. Die ausgetragenen ODIs waren Bestandteil der ICC ODI Championship und die Twenty20s Teil der ICC T20I Championship. Während der ersten beiden ODIs war nicht der reguläre Kapitän Angelo Mathews Kapitän, sondern der 23-jährige Dinesh Chandimal, der damit der jüngste ODI-Kapitän der sri-lankischen Nationalmannschaft wurde.

## Vorgeschichte

### Fehlende Tests
Die Tour erfolgte auf Grund des ICC Future Tours Program 2010–2020. In diesem waren zunächst zusätzlich drei Tests im Rahmen der ICC Test Championship vorgesehen. Da der sri-lankische Verband jedoch ein Zeitfenster für die geplante Sri Lanka Premier League 2013 benötigte, einigte man sich auf diese zu verzichten. Als die Premier League letztendlich aus finanziellen Gründen abgesagt wurde, war es zu spät die Tests wieder in den Spielplan aufzunehmen und wurden im Folgejahr nachgeholt. Die somit verbliebenen Limited-Over Spiele waren Bestandteil der jeweiligen ICC Rankings. Da beide Mannschaften kurz zuvor in der ICC Champions Trophy 2013 jeweils im Halbfinale ausgeschieden waren, als Start der Vorbereitung für den im Folgejahr stattfindenden ICC World Twenty20 2014 aufgefasst.

### Strafen
Auf Grund einer zu langsamen Spielweise beim kurz zuvor in den Tri-Nations Turnier in den West Indies wurde der sri-lankische Kapitän für die ersten beiden ODIs dieser Tour gesperrt.

## Stadien
Die folgenden Stadien wurden für die Tour als Austragungsort vorgesehen und am 15. Mai 2013 bekanntgegeben.
| Stadion    | Stadt                                              | Kapazität | Spiele                  |
| ---------- | -------------------------------------------------- | --------- | ----------------------- |
| Colombo    | R. Premadasa Stadium (RPS)                         | 35.000    | 1., 2. & 5. ODI; 1. T20 |
| Hambantota | Mahinda Rajapaksa International Stadium            | 35.000    | 2. & 3. T20             |
| Kandy      | Muttiah Muralitharan International Cricket Stadium | 35.000    | 3. & 4. ODI;            |

## Kaderlisten
Der Kader Sri-lankas wurde am 17. Juli 2013 verkündet.
| ODI | ODI | Twenty20 | Twenty20 |
| Sri Lanka | Südafrika | Sri Lanka | Südafrika |
| --- | --- | --- | --- |
| - Angelo Mathews (K) - Dinesh Chandimal (K) - Lahiru Thirimanne - Tillakaratne Dilshan - Upul Tharanga - Kumar Sangakkara (wk) - Mahela Jayawardene - Angelo Perera - Jehan Mubarak - Rangana Herath - Sachithra Senanayake - Ajantha Mendis - Lasith Malinga - Shaminda Eranga - Thisara Perera - Suranga Lakmal | - AB de Villiers (K & wk) - Hashim Amla - Farhaan Berhardien - Quinton de Kock (wk) - Faf du Plessis - JP Duminy - Colin Ingram - Rory Kleinveldt - Ryan McLaren - David Miller - Morné Morkel - Chris Morris - Alviro Petersen - Robin Peterson - Aaron Phangiso - Lonwabo Tsotsobe | - Dinesh Chandimal (K) - Kusal Perera - Mahela Jayawardene - Tillakaratne Dilshan - Kumar Sangakkara (wk) - Lahiru Thirimanne - Jeevan Mendis - Angelo Mathews - Thisara Perera - Nuwan Kulasekara - Sachithra Senanayake - Lasith Malinga - Ajantha Mendis | - Faf du Plessis (K) - Farhaan Behardien - Henry Davids - Quinton de Kock (wk) - AB de Villiers (wk) - JP Duminy - Imran Tahir - Rory Kleinveldt - Ryan McLaren - David Miller - Morné Morkel - Chris Morris - Wayne Parnell - Aaron Phangiso - Lonwabo Tsotsobe - David Wiese |

## Tour Match
| 17. Juli Scorecard | Colombo (CCC) | South Africans 271-6 (50)           | – | SLCB President’s XI 198 (44.5) |
|                    |               | South Africans gewinnen mit 73 Runs |   |                                |

## One-Day Internationals

### Erstes ODI in Colombo
| 20. Juli Scorecard | Colombo (RPS) | Sri Lanka 320-5 (50)           | – | Südafrika 140 (31.5) |
|                    |               | Sri Lanka gewinnt mit 180 Runs |   |                      |

### Zweites ODI in Colombo
| 23. Juli Scorecard | Colombo (RPS) | Sri Lanka 223-9 (49.2/49.2)                | – | Südafrika 104-5 (21/21) |
|                    |               | Sri Lanka gewinnt mit 17 Runs (D/L method) |   |                         |

### Drittes ODI in Kandy
| 26. Juli Scorecard | Kandy | Südafrika 223-7 (50)          | – | Sri Lanka 167 (43.2) |
|                    |       | Südafrika gewinnt mit 56 Runs |   |                      |

### Viertes ODI in Kandy
| 28. Juli Scorecard | Kandy | Südafrika 238 (48.4)            | – | Sri Lanka 239-2 (44) |
|                    |       | Sri Lanka gewinnt mit 8 Wickets |   |                      |

### Fünftes ODI in Colombo
| 31. Juli Scorecard | Colombo (RPS) | Sri Lanka 307-4 (50)           | – | Südafrika 179 (43.5) |
|                    |               | Sri Lanka gewinnt mit 128 Runs |   |                      |

## Twenty20 Internationals

### Erstes Twenty20 in Colombo
| 2. August Scorecard | Colombo (RPS) | Südafrika 115-6 (20)          | – | Sri Lanka 103-9 (20) |
|                     |               | Südafrika gewinnt mit 12 Runs |   |                      |

### Zweites Twenty20 in Hambantota
| 4. August Scorecard | Hambantota | Südafrika 145-6 (20)          | – | Sri Lanka 123-7 (20) |
|                     |            | Südafrika gewinnt mit 22 Runs |   |                      |

### Drittes Twenty20 in Hambantota
| 6. August Scorecard | Hambantota | Südafrika 163-3 (20)            | – | Sri Lanka 164-4 (18.1) |
|                     |            | Sri Lanka gewinnt mit 6 Wickets |   |                        |

## Statistiken
Die folgenden Cricketstatistiken wurden bei dieser Tour erzielt.
| ODIs                 | ODIs       | ODIs    | ODIs    | ODIs    | ODIs    | ODIs    | ODIs    | ODIs    |
| Batting              | Batting    | Batting | Batting | Batting | Batting | Batting | Batting | Batting |
| Spieler              | Mannschaft | Spiele  | Innings | Runs    | Average | HS      | 100s    | 50s     |
| -------------------- | ---------- | ------- | ------- | ------- | ------- | ------- | ------- | ------- |
| Kumar Sangakkara     | Sri Lanka  | 5       | 5       | 372     | 93,00   | 169     | 1       | 2       |
| Tillakaratne Dilshan | Sri Lanka  | 5       | 5       | 273     | 68,25   | 115*    | 1       | 1       |
| JP Duminy            | Südafrika  | 5       | 5       | 165     | 33,00   | 97      | 0       | 1       |
| AB de Villiers       | Südafrika  | 5       | 5       | 137     | 27,40   | 51      | 0       | 1       |
| David Miller         | Südafrika  | 5       | 5       | 122     | 40,66   | 85*     | 0       | 1       |
| Bowling              |            |         |         |         |         |         |         |         |
| Spieler              | Mannschaft | Spiele  | Overs   | Wickets | Average | BBI     | 5W      | 10W     |
| Ajantha Mendis       | Sri Lanka  | 3       | 28.4    | 10      | 12,20   | 4/51    | 0       | 0       |
| Thisara Perera       | Sri Lanka  | 5       | 27      | 7       | 20,57   | 3/31    | 0       | 0       |
| Morné Morkel         | Südafrika  | 5       | 48      | 7       | 33,85   | 3/34    | 0       | 0       |
| Rangana Herath       | Sri Lanka  | 4       | 29.5    | 6       | 16,66   | 3/25    | 0       | 0       |
| Lonwabo Tsotsobe     | Südafrika  | 3       | 24      | 6       | 20,33   | 4/22    | 0       | 0       |
| Lasith Malinga       | Sri Lanka  | 4       | 26      | 6       | 24,50   | 3/52    | 0       | 0       |
| Tillakaratne Dilshan | Sri Lanka  | 5       | 40      | 6       | 25,16   | 2/11    | 0       | 0       |

| Twenty20s            | Twenty20s  | Twenty20s | Twenty20s | Twenty20s | Twenty20s | Twenty20s | Twenty20s | Twenty20s |
| Batting              | Batting    | Batting   | Batting   | Batting   | Batting   | Batting   | Batting   | Batting   |
| Spieler              | Mannschaft | Spiele    | Innings   | Runs      | Average   | HS        | 100s      | 50s       |
| -------------------- | ---------- | --------- | --------- | --------- | --------- | --------- | --------- | --------- |
| JP Duminy            | Südafrika  | 3         | 3         | 132       | 66,00     | 51*       | 0         | 2         |
| Faf du Plessis       | Südafrika  | 3         | 3         | 105       | 35,00     | 85        | 0         | 1         |
| Kumar Sangakkara     | Sri Lanka  | 2         | 2         | 98        | 98,00     | 59*       | 0         | 1         |
| Tillakaratne Dilshan | Sri Lanka  | 2         | 2         | 83        | 83,00     | 74*       | 0         | 1         |
| David Miller         | Südafrika  | 3         | 2         | 61        | 30,50     | 36        | 0         | 0         |
| Bowling              |            |           |           |           |           |           |           |           |
| Spieler              | Mannschaft | Spiele    | Overs     | Wickets   | Average   | BBI       | 5W        | 10W       |
| Sachithra Senanayake | Sri Lanka  | 3         | 12        | 5         | 10,40     | 3/14      | 0         | 0         |
| Wayne Parnell        | Südafrika  | 3         | 10        | 4         | 17,50     | 2/8       | 0         | 0         |
| Morné Morkel         | Südafrika  | 3         | 11.1      | 4         | 23,75     | 2/28      | 0         | 0         |
| JP Duminy            | Südafrika  | 3         | 4         | 3         | 6,00      | 3/18      | 0         | 0         |
| David Wiese          | Südafrika  | 3         | 9         | 3         | 19,00     | 2/24      | 0         | 0         |
| Nuwan Kulasekara     | Sri Lanka  | 2         | 8         | 3         | 19,66     | 2/22      | 0         | 0         |
| Imran Tahir          | Südafrika  | 3         | 12        | 3         | 21,00     | 1/20      | 0         | 0         |
| Lonwabo Tsotsobe     | Südafrika  | 3         | 11        | 3         | 25,66     | 2/17      | 0         | 0         |

## Player of the Series
Als Player of the Series wurden die folgenden Spieler ausgezeichnet.
| Serie | Player of the Series |
| ----- | -------------------- |
| ODI   | Kumar Sangakkara     |
| T20   | JP Duminy            |

### Player of the Match
Als Player of the Match wurden die folgenden Spieler ausgezeichnet.
| Spiel  | Player of the Match  |
| ------ | -------------------- |
| 1. ODI | Kumar Sangakkara     |
| 2. ODI | Dinesh Chandimal     |
| 3. ODI | David Miller         |
| 4. ODI | Tillakaratne Dilshan |
| 5. ODI | Tillakaratne Dilshan |
| 1. T20 | JP Duminy            |
| 2. T20 | David Miller         |
| 3. T20 | Tillakaratne Dilshan |